# Mesostruma laevigata
Mesostruma laevigata is een mierensoort uit de onderfamilie van de Myrmicinae. De wetenschappelijke naam van de soort is voor het eerst geldig gepubliceerd in 1952 door Brown.